# Juan Campisteguy
Juan Campisteguy Oxcoby (Montevideo, 7 settembre 1859 – Montevideo, 4 settembre 1937) è stato un politico uruguaiano.
È stato presidente dell'Uruguay dal 1º marzo 1927 al 1º marzo 1931.